# Григорівська сільська рада (Васильківський район)
Григо́рівська сільська́ ра́да — орган місцевого самоврядування в Васильківському районі Дніпропетровської області. Адміністративний центр — село Григорівка.

## Загальні відомості
- Населення ради: 1 033 особи (станом на 2001 рік)

## Населені пункти
Сільській раді підпорядковані населені пункти:
- с. Григорівка

## Склад ради
Рада складається з 12 депутатів та голови.
- Голова ради: Манько Микола Петрович

### Керівний склад попередніх скликань
| Прізвище, ім'я, по батькові | Основні відомості                                                         | Дата обрання | Дата звільнення |
| --------------------------- | ------------------------------------------------------------------------- | ------------ | --------------- |
| Линник Микола Іванович      | Сільський голова, 1949 року народження, безпартійний                      | 26.03.2006   | 31.10.2010      |
| Манько Микола Петрович      | Сільський голова, 1954 року народження, освіта вища, член Партії регіонів | 31.10.2010   |                 |

Примітка: таблиця складена за даними сайту Верховної Ради України

### Депутати
За результатами місцевих виборів 2010 року депутатами ради стали:

#### За суб'єктами висування
| Суб'єкт висування                                   | Кількість обраних депутатів | %    |
| --------------------------------------------------- | --------------------------- | ---- |
| Партія регіонів                                     | 6                           | 50   |
| Самовисування                                       | 5                           | 41,7 |
| Політична партія Всеукраїнське об'єднання «Громада» | 1                           | 8,3  |

#### За округами
| № округу                                            | Прізвище, ім'я, по батькові   | Дата визнання обраним | Освіта             | Партійна приналежність                                      | Відомості про обраного депутата                   |
| --------------------------------------------------- | ----------------------------- | --------------------- | ------------------ | ----------------------------------------------------------- | ------------------------------------------------- |
| Партія регіонів                                     |                               |                       |                    |                                                             |                                                   |
| 1                                                   | Лучка Валентина Іванівна      | 04.11.2010            | вища               | член Партії регіонів                                        | Григорівська загальноосвітня школа, директор      |
| 3                                                   | Цівань Олександр Євгенович    | 04.11.2010            | вища               | член Партії регіонів                                        |                                                   |
| 4                                                   | Шостак Юрій Миколайович       | 04.11.2010            | середня            | член Партії регіонів                                        | ТОВ «Богдан», механізатор                         |
| 9                                                   | Гребенюк Світлана Федорівна   | 04.11.2010            | вища               | член Партії регіонів                                        | Григорівська сільська амбулаторія, медична сестра |
| 10                                                  | Шостак Микола Іванович        | 04.11.2010            | середня            | член Партії регіонів                                        | ТОВ «Богдан», механізатор                         |
| 12                                                  | Курочка Володимир Миколайович | 04.11.2010            | середня            | член Партії регіонів                                        | ТОВ «Богдан», водій                               |
| Політична партія Всеукраїнське об'єднання «Громада» |                               |                       |                    |                                                             |                                                   |
| 7                                                   | Безугла Ганна Василівна       | 04.11.2010            | вища               | член Політичної партії Всеукраїнського об'єднання «Громада» | приватний підприємець                             |
| Самовисування                                       |                               |                       |                    |                                                             |                                                   |
| 2                                                   | Щербакова Надія Миколаївна    | 04.11.2010            | вища               | член Партії регіонів                                        | Григорівська загальноосвітня школа, вчитель       |
| 5                                                   | Цебенко Тамара Миколаївна     | 04.11.2010            | вища               | член Партії регіонів                                        | Григорівська сільська рада, бухгалтер             |
| 6                                                   | Пилипенко Галина Василівна    | 04.11.2010            | середня спеціальна | член Селянської партії України                              | ПП «Крьока», реалізатор                           |
| 8                                                   | Савицька Тетяна Іванівна      | 04.11.2010            | вища               | член Селянської партії України                              |                                                   |
| 11                                                  | Нечипоренко Лариса Петрівна   | 04.11.2010            | вища               | член Партії регіонів                                        | Григорівська сільська рада, секретар              |